# Кневицкое сельское поселение
Кневицкое сельское поселение — муниципальное образование в Демянском муниципальном районе Новгородской области России.
Административный центр — посёлок Кневицы.

## География
Территория сельского поселения расположена на юге центральной части Новгородской области, к северу от Демянска. 

## История
Кневицкое сельское поселение было образовано в соответствии с законом Новгородской области от 11 ноября 2005 года № 559-ОЗ.

## Население
| 2010 | 2012  | 2013  | 2014  | 2015  | 2016  | 2017  |
| ---- | ----- | ----- | ----- | ----- | ----- | ----- |
| 1354 | ↘1283 | ↘1239 | ↘1193 | ↘1183 | ↘1163 | ↘1137 |
| 2021 |       |       |       |       |       |       |
| ↘961 |       |       |       |       |       |       |

## Состав сельского поселения
| № | Населённый пункт | Тип населённого пункта          | Население |
| - | ---------------- | ------------------------------- | --------- |
| 1 | Бажонка          | деревня                         | 111       |
| 2 | Выдерка          | деревня                         | 28        |
| 3 | Высочек          | деревня                         | 0         |
| 4 | Горелое Березно  | деревня                         | 0         |
| 5 | Грязная Новинка  | деревня                         | 7         |
| 6 | Кневицы          | деревня                         | 137       |
| 7 | Кневицы          | посёлок, административный центр | 1071      |

## Транспорт
В посёлке Кневицы есть железнодорожная станция Октябрьской железной дороги на линии Бологое-Московское — Валдай — Старая Русса — Дно-1. Автодорога в Лычково.